# Batalla de Dòbritx
La batalla de Dòbritx, també coneguda com a batalla de Bazargic (en búlgar: Добричка епопея, Dobrich epopeia), va ser una batalla que va tenir lloc al Front de Romania de la Primera Guerra Mundial, entre el 5 i el 7 de setembre de 1916, on es van enfrontar els exèrcits de Bulgària contra els de Romania, Sèrbia i de l'Imperi Rus.
Malgrat haver estat superat en nombre, el 3r Exèrcit Búlgar va guanyar la batalla i va ocupar Dobrudja Meridional, va empènyer les forces russes i romaneses més al nord i va derrotar-les una vegada més a la línia Oltina - Kara Omer - Mangalia.